# Ferrovie dello Stato Italiane
Die Ferrovie dello Stato Italiane (FS) (deutsch Italienische Staatseisenbahnen) sind die staatliche Eisenbahngesellschaft Italiens mit Sitz in Rom.

## Geschichte

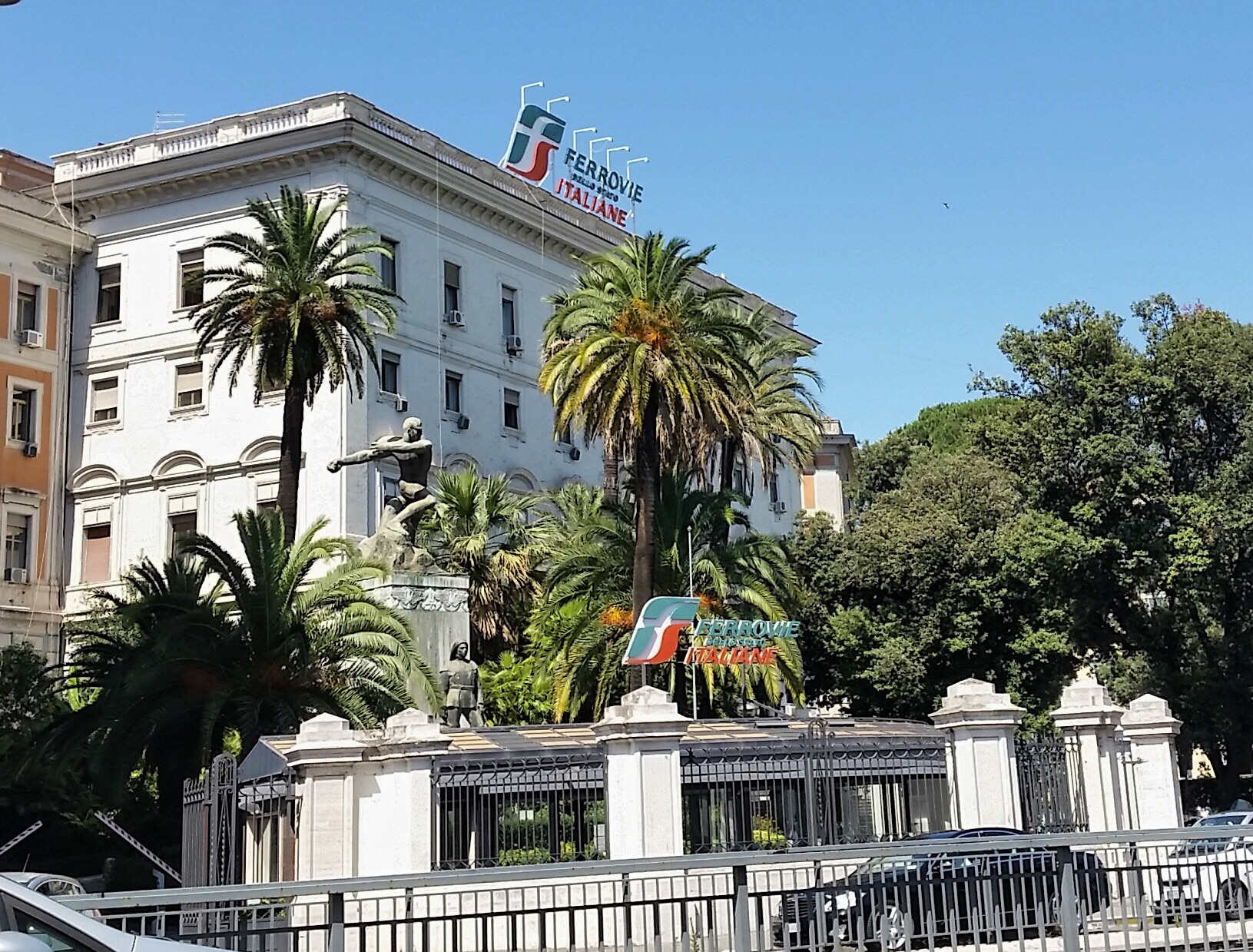
Sitz der Ferrovie dello Stato Italiane in Rom

Die Ferrovie dello Stato entstanden mit dem Gesetz Nr. 137 von 1905. Damit übernahm der italienische Staat die drei größten Eisenbahngesellschaften des Landes und die öffentliche Hand erhielt die Direktive für die Teile der italienischen Eisenbahnen, welche noch nicht an private Gesellschaften überlassen wurden; per Dekret wurden die Ferrovie dello Stato ins Leben gerufen, die ihrerseits der Verwaltung durch das Ministerium für öffentliche Arbeiten unterstellt wurde.
Die neu gegründeten FS wurden im Juli 1905 operativ. Ihnen wurden alle Eisenbahngesellschaften unterstellt, die sich nicht in privatem Besitz befanden. Dazu gehörten im Besonderen:
- Società Italiana per le strade ferrate meridionali (SFM), Betreiber der Rete Adriatica (RA), mit zuletzt 5895 km Strecken[3] in der Lombardei, Venetien und dem Bereich der Adria-Küste
- Società per le Strade Ferrate del Mediterraneo, Betreiber der Rete Mediterranea (RM), mit zuletzt 3.528 km Strecken[3] in Piemont und der Südwestküste
- Società per le Strade Ferrate della Sicilia, Betreiber der Rete Sicula (RS), mit zuletzt 1.093 km Strecken auf Sizilien.

Das Streckennetz war bei Übernahme ungefähr 13.000 km lang, wovon lediglich 1.917 km zweigleisig waren. Die Infrastruktur war auch auf Hauptstrecken veraltet, ein Drittel der Lokomotiven war älter als 30 Jahre. Die FS beschloss deshalb umgehend ein großes Neubauprogramm für vereinheitlichte Dampflokomotiven, mit dem auch die Baureihenvielfalt des bestehenden Maschinenparks bereinigt werden konnte.
1906 verkauften die FS das private Netz der SFM (Adriabahn mit mehreren Zweiglinien).
Am 1. Juni 1912 verfügten die FS über 5.021 Lokomotiven, 151 Triebwagen, 10.037 Personenwagen, 3.371 Gepäckwagen und 92.990 Güterwagen. 1936 belief sich der Bestand an Rollmaterial auf 6.097 Lokomotiven, 11 Triebwagen, 7.019 Personenwagen, 4.562 Gepäckwagen und 134.144 Güterwagen.
Anfang 1998 gründeten die FS mit Italiana Transporti Ferroviaria ein Tochterunternehmen für den IC- und Hochgeschwindigkeitsverkehr. Die Staatsbahn hielt dabei einen Anteil von 51 Prozent an der Gesellschaft, die übrigen 49 Prozent ein Konsortium von acht Banken.
Ein Konsortium von FS und des französisch-luxemburgischen Finanzinvestors Cube Infrastructure kaufte Anfang Dezember 2010 von der Deutschen Bahn die Arriva Deutschland, die anschließend den Namen Netinera erhielt.
Wegen der Behinderung des Marktzugangs des Konkurrenten Arenaways verurteilte die italienische Kartellbehörde am 25. Juli 2012 die für den Verkehr verantwortliche FS-Tochtergesellschaft Trenitalia und die für die Infrastruktur zuständige Rete Ferroviaria Italiana zu Geldstrafen.
2017 wurde das bisher staatliche griechische Eisenbahnverkehrsunternehmen TrainOSE für 45 Mio. Euro an die italienische Staatsbahnen verkauft. Der Eigentumsübergang erfolgte im September 2017.

## Struktur

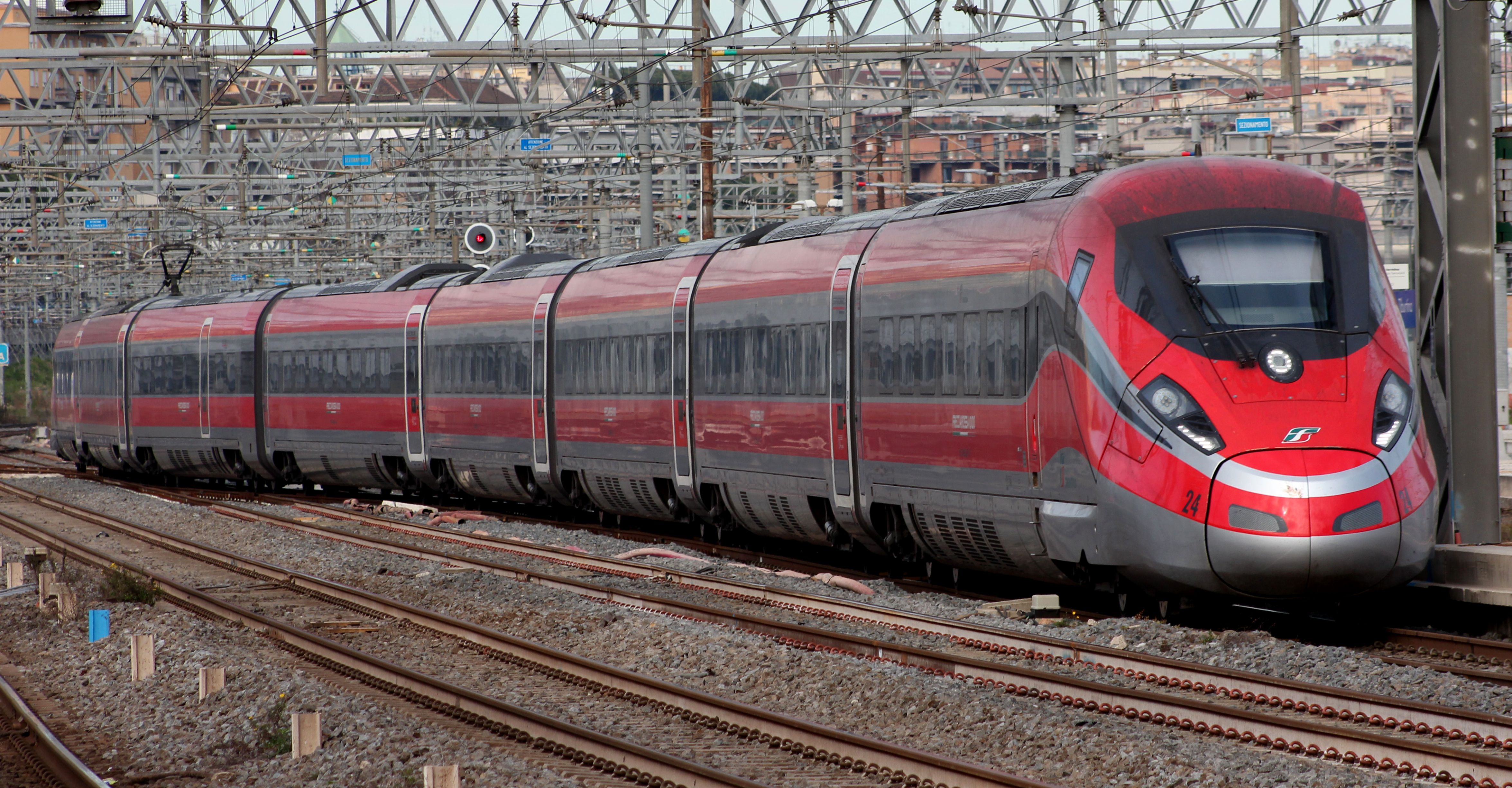
FS Frecciarossa 1000 (ETR 400) am Bahnhof Roma Tiburtina

Im Jahr 2000 erfolgte eine Aufteilung in einzelne Betriebsgesellschaften. Die Ferrovie dello Stato Italiane haben heute die folgenden Tochtergesellschaften:
- Azienda Nazionale Autonoma delle Strade: Verkehrsinfrastruktur
- Trenitalia: Bereich Personen- und Güterverkehr
- Trenitalia UK: c2c-Franchise London nach Southend-on-Sea, Shoeburyness und Tilbury
- Rete Ferroviaria Italiana (RFI): Bereich Schienennetz und Eisenbahninfrastruktur
- Italferr: Bereich Ingenieurs- und Projektdienstleistungen.
- Ferservizi: Dienstleistungen, die nicht in die Kernkompetenzen fallen, unter anderem Facilitymanagement und IT.
- Grandi Stazioni Immobiliare: Betreiber der 13 größten Bahnhöfe in Italien:
  - Bari Centrale (Bari)
  - Bologna Centrale (Bologna)
  - Firenze S.M.N. (Santa Maria Novella) (Florenz)
  - Genova Brignole (Genua)
  - Genova Piazza Principe (Genua)
  - Milano Centrale (Mailand)
  - Napoli Centrale (Neapel)
  - Palermo Centrale (Palermo)
  - Pisa Centrale (Pisa)
  - Roma Termini (Rom)
  - Torino Porta Nuova (Turin)
  - Venezia Mestre (Venedig)
  - Verona Porta Nuova (Verona)

- Fercredit: Finanzdienstleistungen
- Busitalia betreibt unter anderem das überregionale Autobus-Netz SITA.
- Netinera, früher Arriva Deutschland, ist nach der Deutschen Bahn und der Transdev GmbH das drittgrößte Eisenbahnverkehrsunternehmen in Deutschland.
- Hellenic Train, griechisches Eisenbahnverkehrsunternehmen (bis 2022 TrainOSE)

## Corporate Identity

### Logo
Die Italienischen Staatsbahnen verwendeten im Laufe der Zeit mehrere verschiedene Logos: anfangs wurde Monogramme verwendet, in den 1960er Jahren erschien eine Variante mit Flügeln. Ab 1966 wurden die beiden Buchstaben FS in eine Kartusche gesetzt, die dem Bildschirm eines alten Fernsehgerätes glich, weshalb diese Variante als Logo Televisore bezeichnet wird. In den 1980er wurde eine rautenförmige Kartusche verwendet, die an eine Lutschtablette erinnert, das Losanga-Logo bezeichnet wurde.
Ende 1994 wurde das Logo im Einklang mit der Änderung der Corporate Identity des Konzerns erneut umgestaltet und folgte dem XMPR-Farbschema, das der Konzern bereits für die Lackierungen seiner Fahrzeuge übernommen hatte. Im Jahr 2000 wurde das Logo von 1994 in Details an den Kanten neu gestaltet, während die Hauptform und die Farben unverändert blieben. 2008 wurde ein neues Logo der Öffentlichkeit vorgestellt, das die Form des alten Logos übernahm, aber die Farben denen der italienischen Flagge integrierte. Ab 2011 wurde der ursprüngliche Firmenname Ferrovie dello Stato um den Zusatz Italiane ergänzt und dieses Adjektiv auch in das Logo integriert.

Televisore-Logo (1966)
Losanga-Logo (1982)
Logo des XMPR-Farbschemas (1995)
Logo von 1995 mit Farben der italienischen Flagge (2008)
Logo von 2008 ergänzt mit Italiane (seit 2011)

### Farbgebung der Fahrzeuge
In den Anfängen der FS trugen die Reisezugwagen einen grünen Anstrich, bis in den 1930er Jahren das braune Farbschema Castano-Isabella eingeführt wurde. Ab den 1960er Jahren kamen bei den Reisezugwagen verschiedene Farbschemata auf, die stets Schiefergrau (italienisch grigio ardesia) enthielten. Erst in den 1980er Jahren wurde mit den MDVC- und MDVE-Wagen das bunte Navetta-Design eingeführt, das aus Rohweiß kombiniert mit orangen und violetten Streifen bestand. Mit neuen Fahrzeugserien folgten meist weitere bunte nicht einheitliche Farbschemata. Erst Mitte der 1990er Jahre wurde mit der XMPR-Farbgebung ein einheitliches Schema für die gesamte Flotte eingeführt, womit auch die letzten Fahrzeuge im Castano-Isabella-Design verschwanden. Mit der Einführung der Hochgeschwindigkeitszüge in den 2000er Jahren wurde die einheitliche Farbgebung wieder verlassen, denn die Züge erhielten die grün-graue Eurostar-Farbgebung. Mit der Einführung der Frecce (Pfeile) wurde Rot für die 350 km/h schnellen Frecciarossa-Züge, Silber für die 250 km/h schnellen Frecciargento-Züge und Weiß für die Freccebianca-Züge, die auf den konventionellen Strecken verkehren, festgelegt.
Die von den FS verwendeten Farben waren bis in die 1970er Jahre nach dem Katalog des Lackherstellers Lechler in Como definiert. Ab den 1970er Jahren wurden auch RAL-Farben verwendet, das XMPR-Design verwendete erstmals Farben nach Pantone.

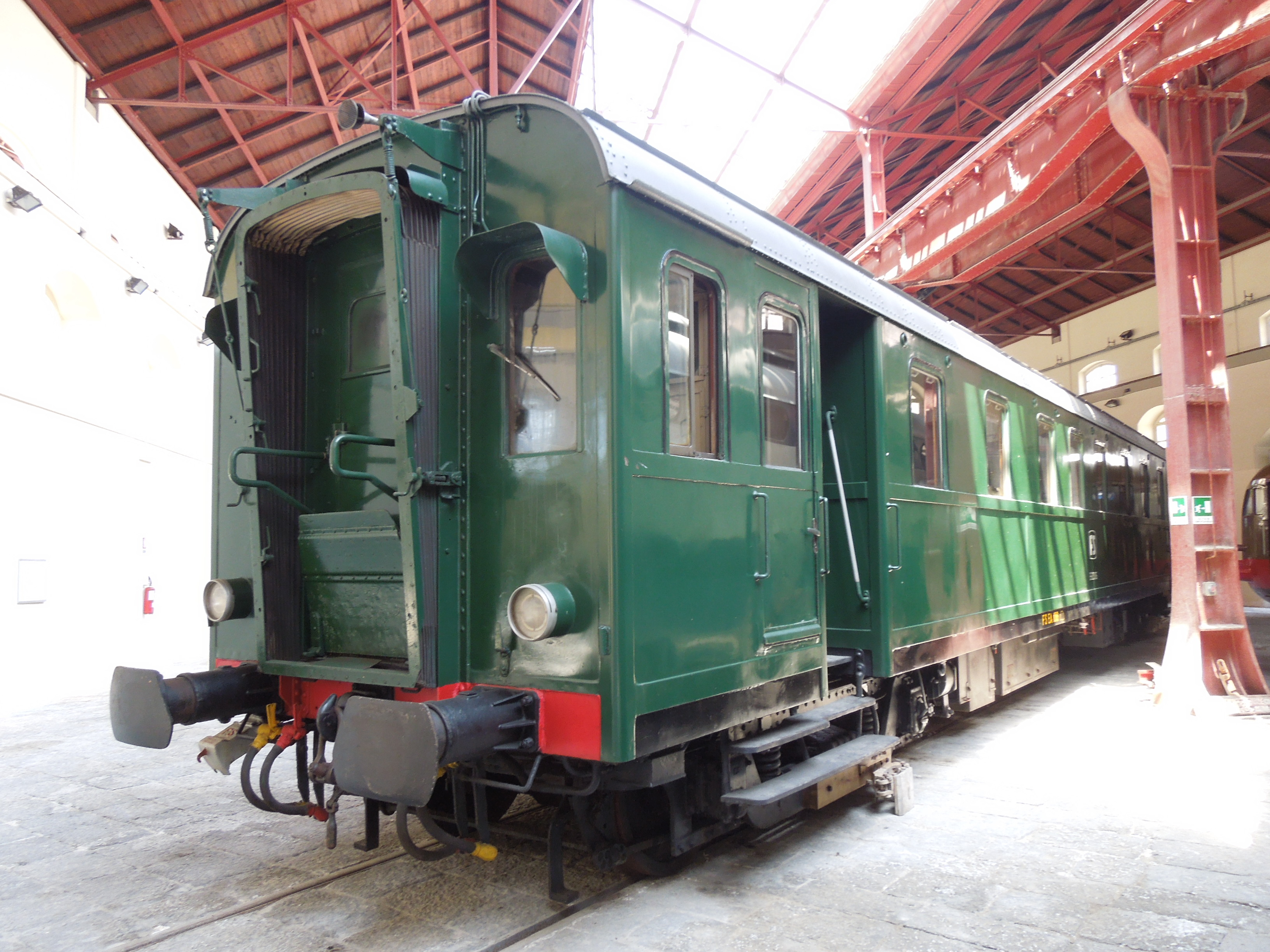
Ursprüngliches grünes Farbschema
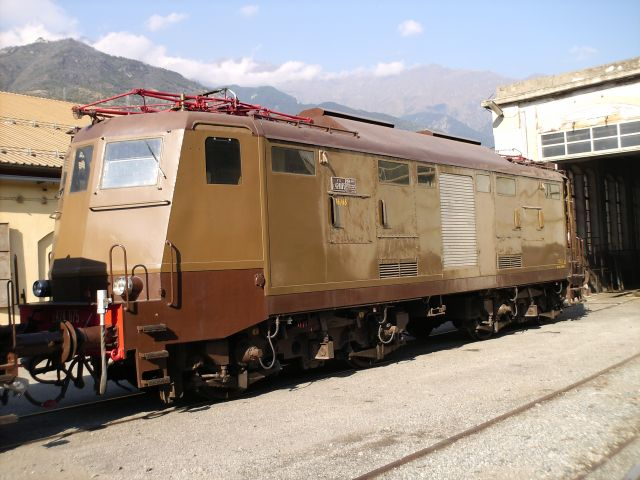
Castano-Isabella-Farbschema
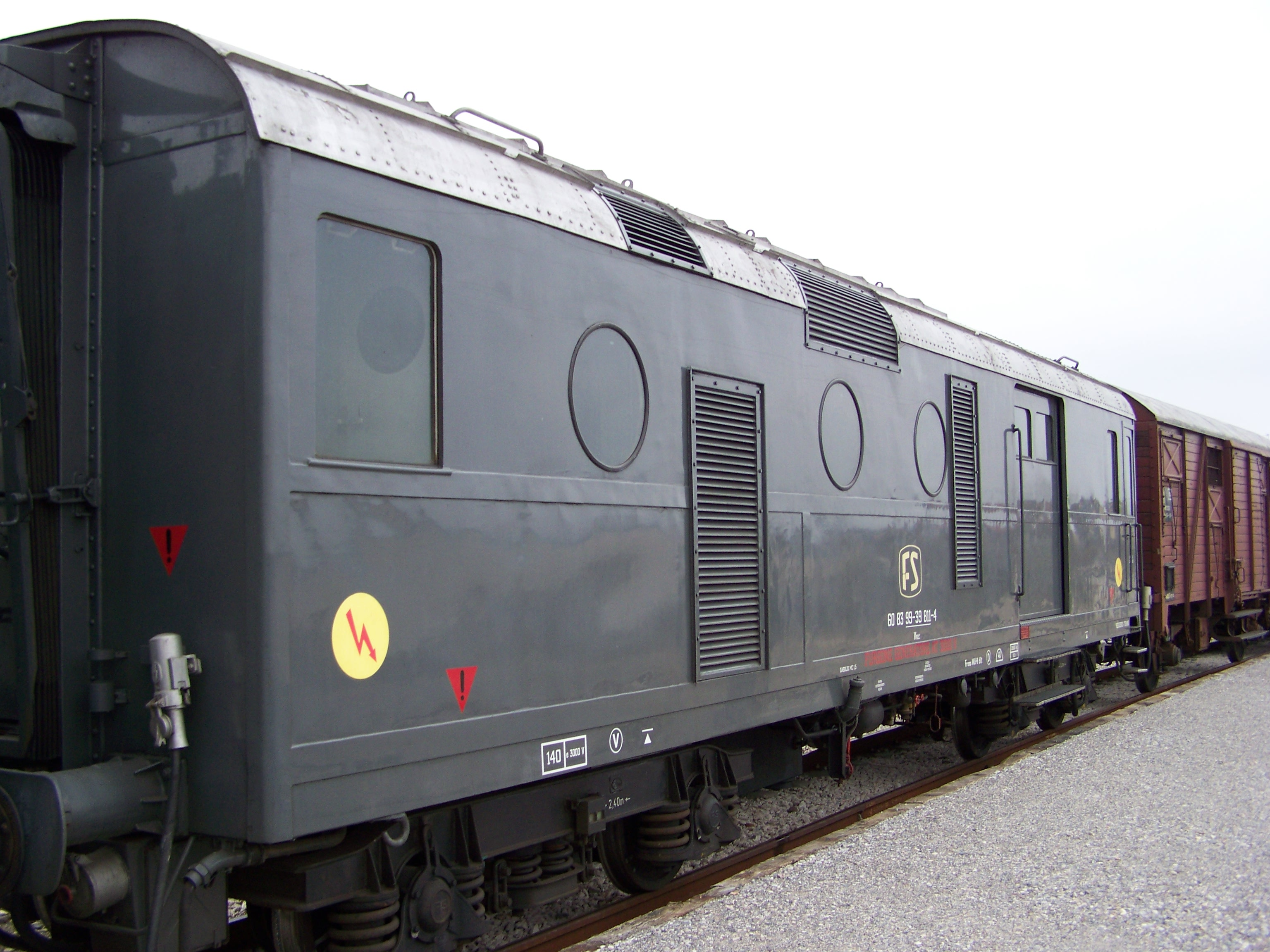
Schiefergraue Farbgebung an einem Heizwagen
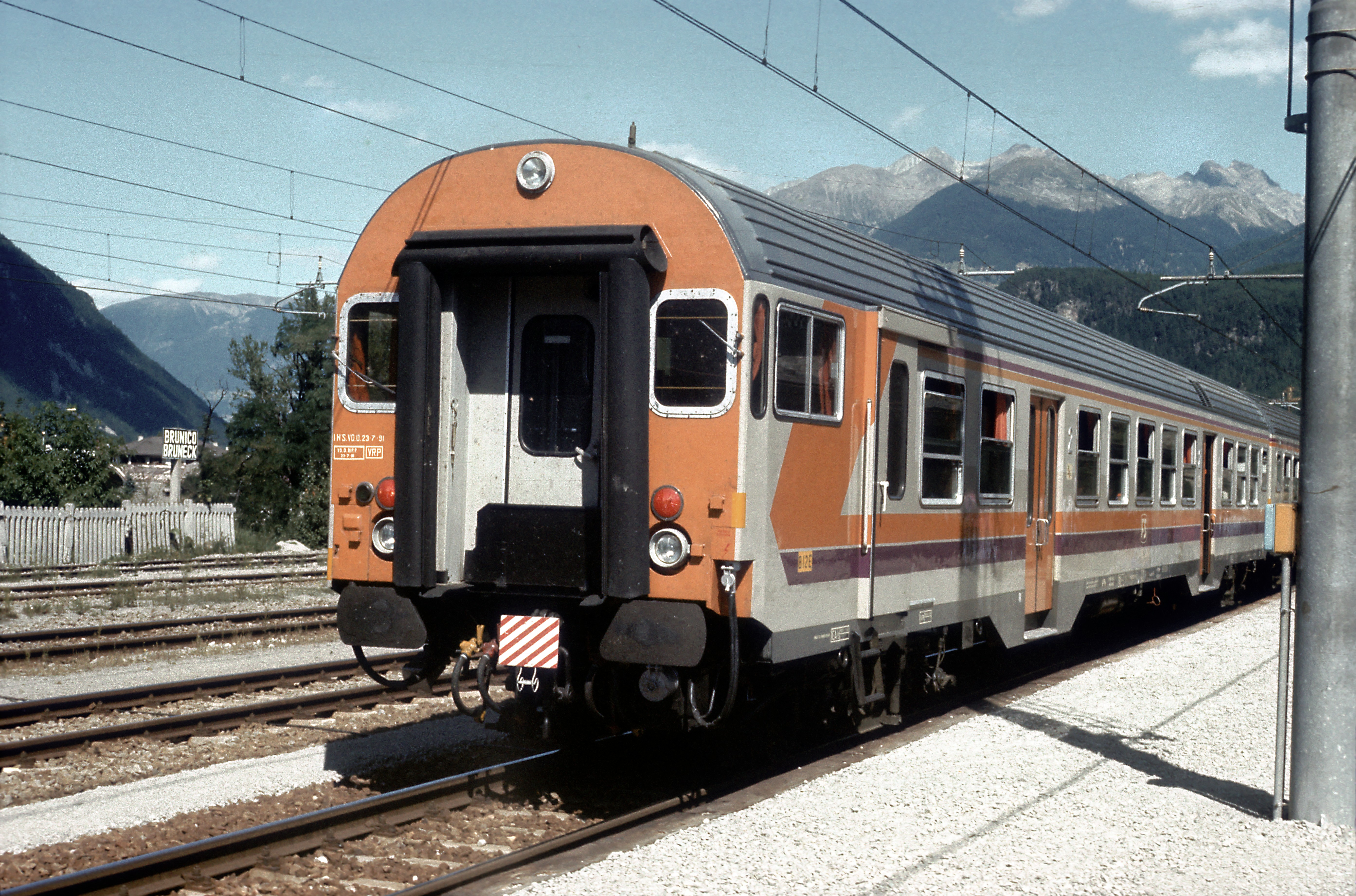
Navetta-Design an einem Steuerwagen
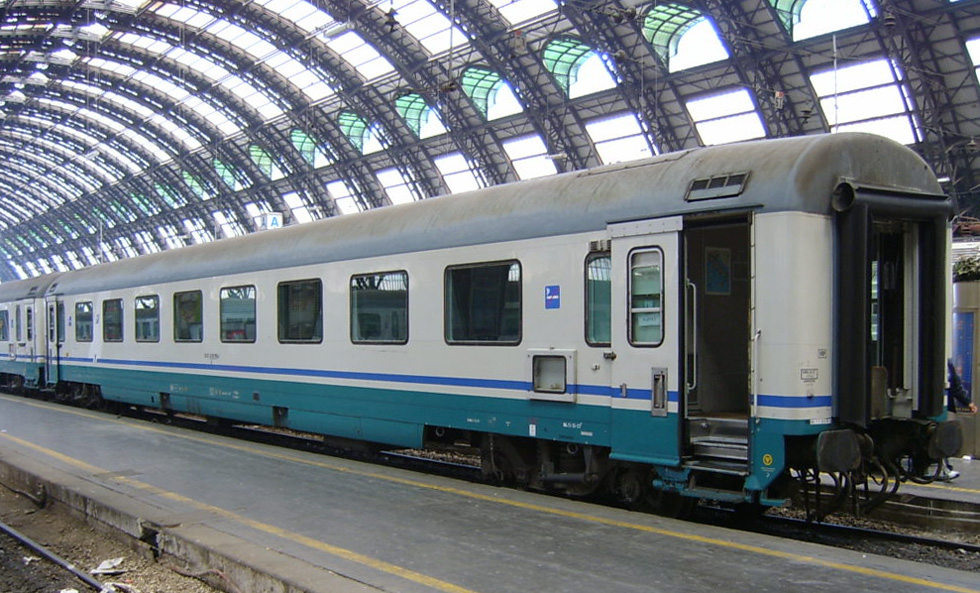
XMPR-Farbgebung
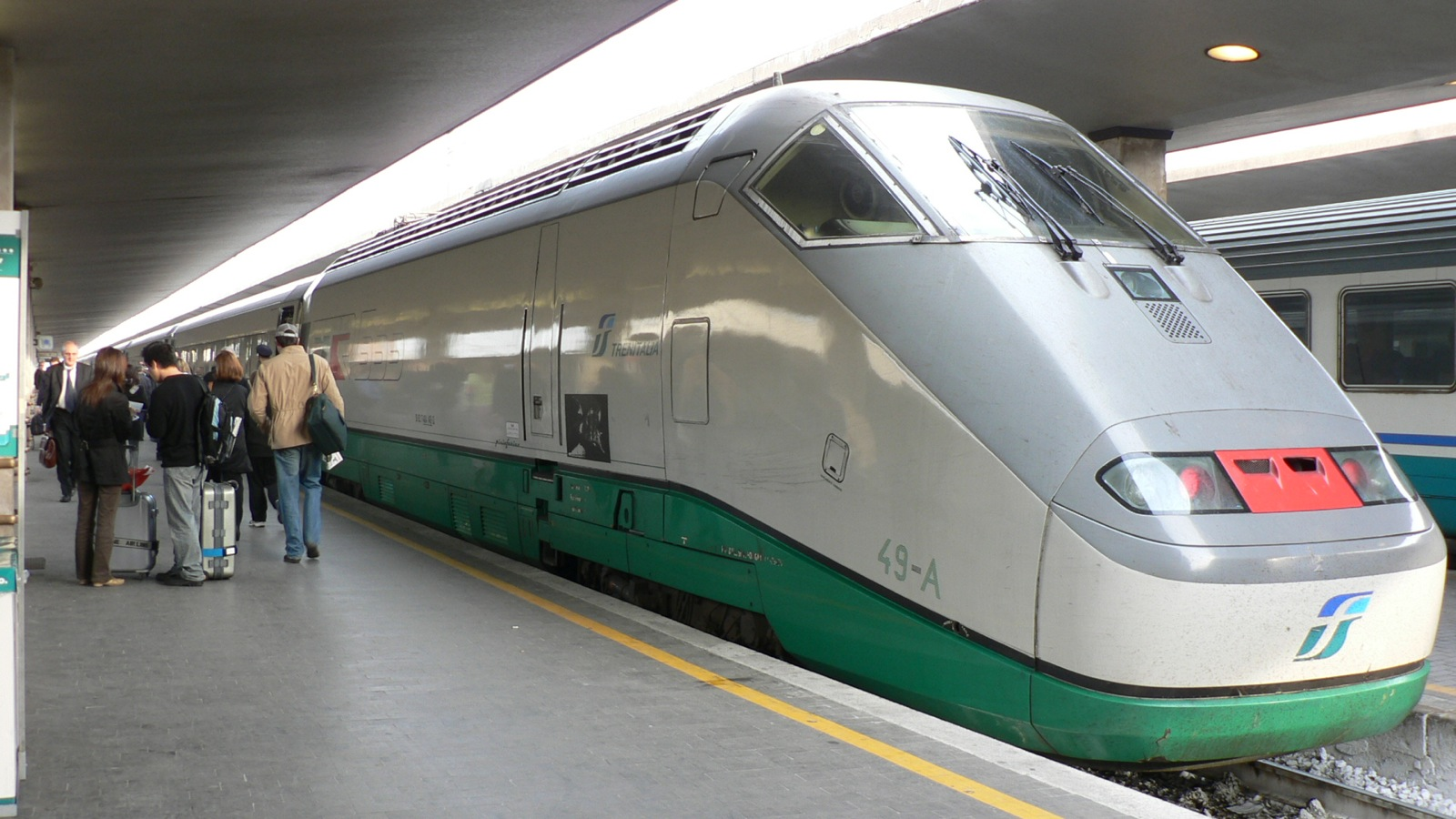
Eurostar-Farbgebung
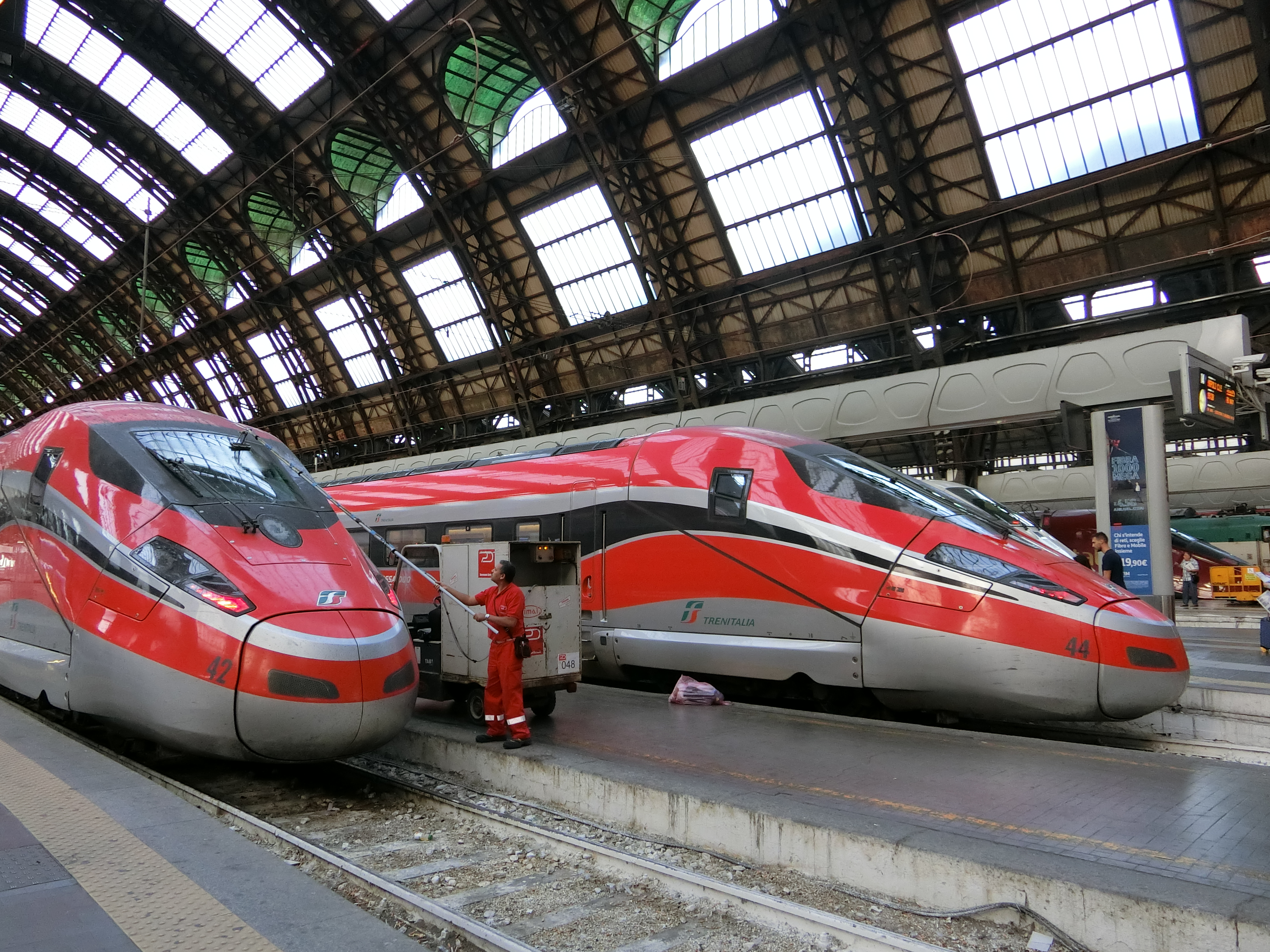
Frecciarossa
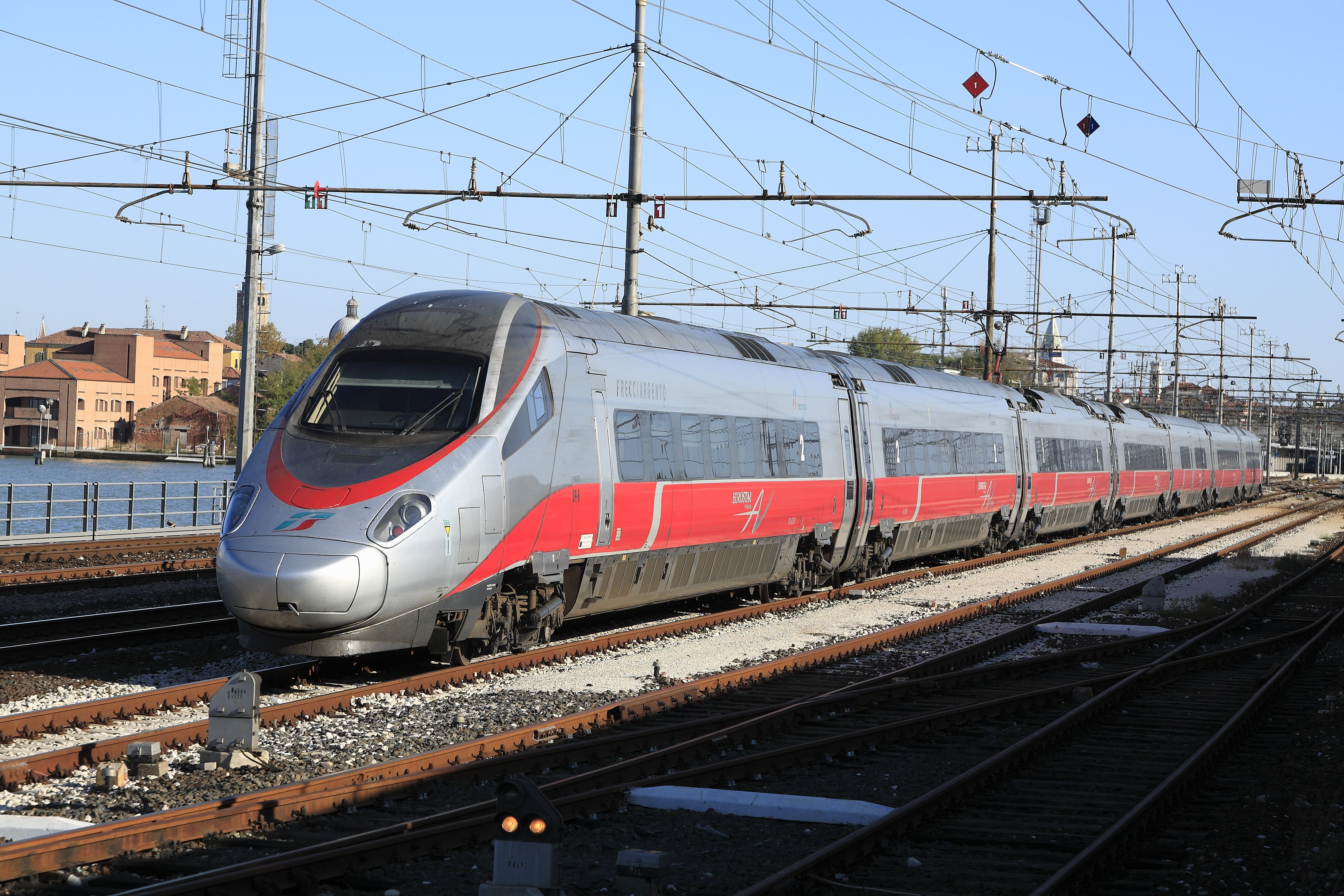
Frecciaargento
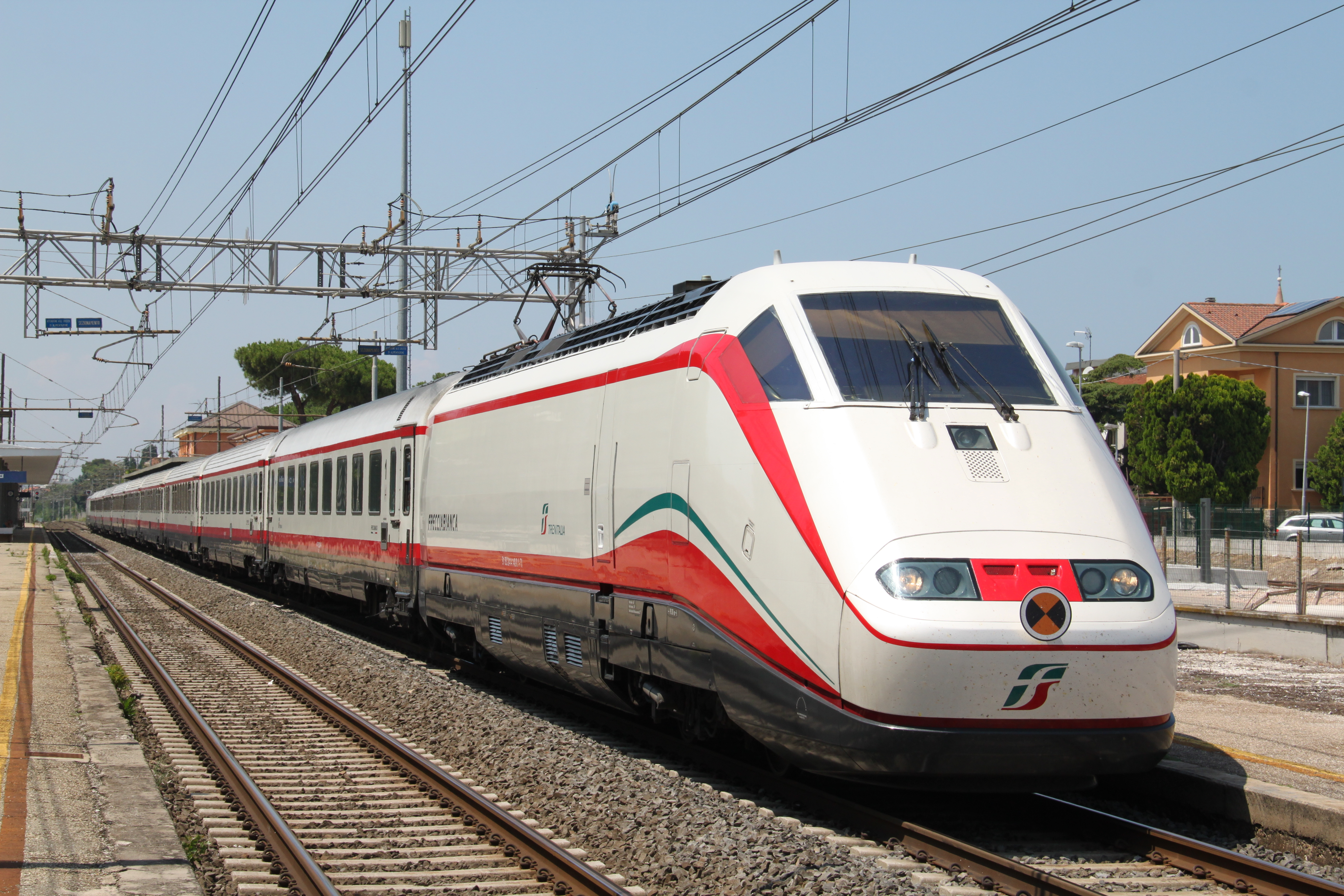
Frecciabianca